# 赵信义
趙信義（義大利語：Cipriano Cassini，1894年9月25日—1951年6月11日），是天主教義大利籍主教及耶穌會會士。曾任蚌埠教區主教(1936年-1951年)。

## 生平
趙信義出生於1894年9月25日在義大利因佩里亞省的市鎮佩里納爾多。1911年，他16歲時加入耶穌會成為會士。1926年7月30日，31歲時晉鐸，並派遣赴中國傳教。
1936年12月23日，趙信義在42歲時獲時任教宗庇護十一世任命為蚌埠宗座代牧區宗座代牧，領銜德里希特教區主教。 。1937年4月11日，主教祝聖禮儀由徐州主教郃軼歐、南京主教于斌、蕪湖主教蒲廬襄禮 。1946年4月11日，聖座決定在中國實行聖統制，蚌埠宗座代牧區獲升格為蚌埠教區，趙信義也成為蚌埠教區首任正權主教。
在他的任期裡，中國分別爆發日本侵華及國共內戰。1949年10月1日，中國共產黨在中國大陸地區建立中華人民共和國，並開始針對天主教進行宗教迫害及打壓。1951年6月11日，趙信義主教在中國安徽省蚌埠去世，享年56歲。